# Hemilepistus crenulatus
Hemilepistus crenulatus là một loài chân đều trong họ Trachelipodidae. Loài này được Pallas miêu tả khoa học năm 1771.